# Spiraalkokerworm
De spiraalkokerworm ook wel posthoornkalkkokerworm (Spirorbis (Spirorbis) spirorbis) is een borstelworm uit de familie van de kalkkokerwormen (Serpulidae), die wijdverspreid is in de noordelijke Atlantische Oceaan en leeft van verschillende soorten bruine algen (zeewier).

## Beschrijving
De spiraalkokerworm heeft een groenachtig lichaam tot ongeveer 6,5 mm lang, is bruin op de buik, met ongeveer 35 segmenten, waarvan er 3 de thorax vormen. De tentakelkroon bestaat uit ongeveer 9 hoofdtentakels, waarvan de toppen zijn niet veel langer dan de aangrenzende zijtakken. In tegenstelling tot de larve heeft de volwassene geen ogen. De thorax is iets breder dan de korte buik.
De asymmetrische kraag vormt een grote flap op de dorsale convexe rand. Het eerste borstelhaar-dragende segment, waarop zich geen ventrale tori bevinden, heeft een enkele dunne en gladde capillaire borstelharen en twee kraagborstelharen op de notopodia. De overige twee borstelhaar-dragende segmenten van de thorax hebben capillairvormige borstelharen, de derde heeft ook apomatusachtige borstelharen. Twee paar ventrale tori hebben haakvormige borstelharen met 4 rijen tanden. De borstelharen op de neuropodia van de buik zijn sterk geniculair en grof getand in het distale gedeelte. De tori hebben hier haakvormige borstelharen, net als op de thorax.
Het is permanent ingekapseld in een karakteristieke gladde, witte, gelijkmatig opgerolde koker met een diameter van 3-4 mm. De buis is sinistraal (naar links gewikkeld) met een kleine, omtrekflens.

## Verspreiding en leefgebied
De spiraalkokerworm wordt verspreid aangetroffen in het Noordpoolgebied, de noordelijke Atlantische Oceaan inclusief de kusten van Ierland, Groot-Brittannië en Noorwegen, het Kanaal, de gehele Noordzee en het Skagerrak.
Deze borstelworm leeft in een kalkkoker vooral op diverse soorten bruinalgen, vooral Fucus en in het bijzonder de gezaagde zee-eik (Fucus serratus) - vaak in zeer grote aantallen individuen op één plant - maar ook op blaaswier (Fucus vesiculosus), soorten Laminaria en Himanthalia (o.a. Himanthalia elongata) en af en toe op rotsen in de getijdenzone en in ondiep zeewater.